# EMD GP35形ディーゼル機関車
EMD GP35は、1963年7月から1966年1月の間にアメリカのGM-EMDが製造した電気式ディーゼル機関車である。

## 概要
ルーツブロワを装備した1800馬力のV型16気筒ディーゼルエンジンである、567D1型エンジンを搭載していたGP28の出力を、2500馬力としたものが本形式である。エンジンは567D3A型となった。そのため、GP28では2つだったラジエターファンが、本形式では3つになっている。
形態のバリエーションとしては、ショート・フードを運転台の高さまで高くしたハイ・フード仕様があり、サザン鉄道、ノーフォーク・アンド・ウェスタン鉄道、メキシコ国鉄(NdeM)が採用していた。メキシコ国鉄の車両は蒸気発生装置も搭載していた。
装備のバリエーションとして、AAR B形台車の装備車やダイナミックブレーキ未装備車（ロング・フード中央上部の、左右への張り出しがない）があった。また、セント・ルイス・サンフランシスコ鉄道（通称フリスコ）とシカゴ・アンド・ノース・ウェスタン鉄道では燃料タンクを3000ガロン(11,355リットル)に拡大し、床下にあった空気タンクを屋根上に載せたものがあり、「トーピード・ボート」(魚雷艇)という愛称で呼ばれた。
本形式は1334両が製造され、うち1251両はアメリカに、26両はカナダに、57両はメキシコに納められた。
本形式のエンジンを、新型のEMD 645E3型とし、さらに出力向上を図ったものが、GP40である。